# Kanton Vitry-le-François-Champagne et Der
Kanton Vitry-le-François-Champagne et Der is een kanton van het Franse departement Marne. Het kanton maakt deel uit van het arrondissement Vitry-le-François. Het heeft een oppervlakte van 514.87 km² en telt 24 514 inwoners in 2017, dat is een dichtheid van 48 inwoners/km².
Het kanton Vitry-le-François-Champagne et Der werd opgericht bij decreet van 21 februari 2014 met uitwerking in maart 2015 en omvat volgende 35 gemeenten:
- Ablancourt
- Arzillières-Neuville
- Aulnay-l'Aître
- Bignicourt-sur-Marne
- Blacy
- Blaise-sous-Arzillières
- Bréban
- Chapelaine
- Châtelraould-Saint-Louvent
- La Chaussée-sur-Marne
- Coole
- Corbeil
- Courdemanges
- Couvrot
- Drouilly
- Frignicourt
- Glannes
- Huiron
- Humbauville
- Lignon
- Loisy-sur-Marne
- Maisons-en-Champagne
- Margerie-Hancourt
- Marolles
- Le Meix-Tiercelin
- Pringy
- Les Rivières-Henruel
- Saint-Chéron
- Saint-Ouen-Domprot
- Saint-Utin
- Sompuis
- Somsois
- Songy
- Soulanges
- Vitry-le-François (hoofdplaats)